# Марамзіно
Марамзіно́ (рос. Марамзино) — селище у складі Білоярського міського округу Свердловської області.
Населення — 65 осіб (2010, 85 у 2002).
Національний склад станом на 2002 рік: росіяни — 91 %.